# Аверсивная терапия
Аверсивная терапия — это терапия, направленная на то, чтобы вызывать у человека с пагубной зависимостью неприятные ощущения от вредной привычки. Больному дают медикаменты, назначают курс лечения, после которого он избавляется от наркотиков, алкоголя и пр. После проведенного курса лечения у больного возникают неприятные ассоциации, которые предотвращают возвращение к пагубным привычкам. Аверсивная терапия широко используется в центрах лечения наркомании, алкоголизма и пр.
Отношение к данному методу лечения неоднозначное. Считается, что данный метод обладает относительно низкой эффективностью и далеко не всегда может обеспечить избавление от зависимости. Также крайне тяжёлые вегетативные проявления, необходимые для полноценного курса терапии, отрицательно сказываются на здоровье и качестве жизни больного.
Аверсивная психотерапия — это метод психотерапии, идею создания отвращения к нежелательному поведению как основу. Этот метод часто применяется для лечения зависимостей, таких как наркомании и/или алкоголизма, и может включать в себя применение психологических или физических стимулов, таких как гипноз или ток. В процессе работы человеку показывают нежелательные последствия его действий, чтобы создать у него ассоциацию между этим поведением и неприятными ощущениями.